# Wincenty Janas

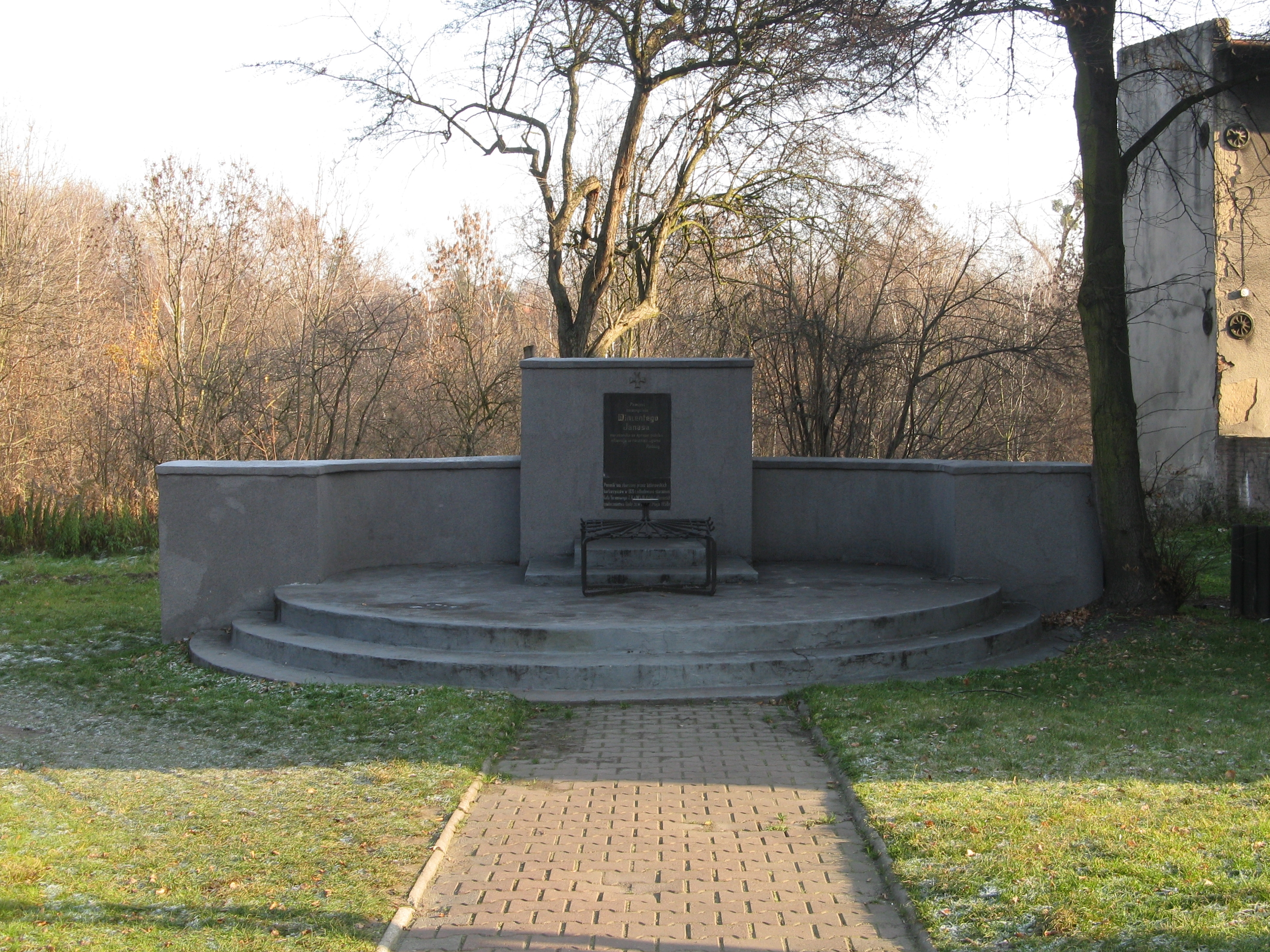
Pomnik pamięci Wincentego Janasa w Rudzie Śląskiej (2018)

Wincenty Janas (ur. 12 stycznia 1891 w Dąbrówce Wielkiej, zm. 21 sierpnia 1919 w Rudzie) – polski nauczyciel, działacz narodowy, propagator polskości Śląska.
Ukończył szkołę ludową w Rudzie, a następnie pracował w kopalni. Należał do Towarzystwa Śpiewu "Dzwon" w Rudzie. Od 1907 roku działacz towarzystwa Eleusis. Od 1913 roku uczęszczał do prywatnego gimnazjum w Krakowie. W czasie I wojny światowej wcielony do armii niemieckiej walczył na wszystkich frontach Europy. Mimo odniesienia rany uratował dwóch ciężko rannych żołnierzy. Po powrocie z frontu zdobył kwalifikacje nauczycielskie i zaczął organizować kursy języka polskiego i historii.
Po wybuchu na śląsku powstania stał się celem działań represyjnych wobec Polaków. Został aresztowany przez Reichswehrę. Zginął w Rudzie Śląskiej, zamordowany podczas tego powstania przez Grenzschutz. Przed śmiercią powiedział: (Jestem) „Polakiem aż do samej śmierci”.
W 1937 uczczony przez mieszkańców miasta pomnikiem, zburzonym przez Niemców w 1939 i odbudowanym w 1947. Patronem Szkoły Podstawowej nr 28 w Rudzie Śląskiej i ulic w Chorzowie, Zabrzu, Rudzie, Mikołowie, Tarnowskich Górach, Bytomiu, Żorach  oraz Katowicach.